# Yılmaz Yavman
Yılmaz Yavman (* 1949 in Izmir) ist ein ehemaliger türkischer Fußballspieler.

## Karriere
Yılmaz Yavman begann seine Karriere Anfang der 1970er-Jahre bei Altay Izmir. Dort spielte er zwei Jahre lang und kam zu 33 Ligaspielen und erzielte fünf Tore. Danach spielte er eine Saison für Galatasaray Istanbul. Von 1977 bis 1980 war Yavman Spieler von Kayserispor. In der Saison 1978/79 gelang Yavman mit Kayserispor der Aufstieg in die 1. Liga.